# 장구 (숙)
장구(張歐, ? ~ ?)는 전한 중기의 관료로, 자는 숙(叔)이다. 개국공신 장열(張說)의 서자이다.

## 생애
형법에 뛰어나 문제 때 태자 유계를 섬겼다. 장구는 비록 형법을 익혔으나 어진 사람이었고, 유계가 즉위한 후에는(경제) 더욱 대우받아 항상 관직이 구경(九卿)에 이르렀다.
무제 때인 원광 4년(기원전 131), 면직된 한안국의 뒤를 이어 어사대부에 임명되었다.
장구는 벼슬한 이래 죄인을 문초할 것을 상주한 적이 없었고, 오로지 어진 자를 관직에 앉힐 뿐이었다. 관원들은 장구를 어진 자라고 생각하여 감히 속이지 못하였다. 또 장구는 죄인에게 형벌을 내리는 판결문이 오면 가능한 한 돌려보냈고, 어쩔 수 없는 경우에는 눈물을 흘리며 봉하였다.
늙어서 병이 위중해지니 관직을 사퇴하길 청하였고, 무제는 상대부(上大夫)의 봉록을 내려 양릉(陽陵)의 집에서 여생을 보내게 하였다. 자손들은 모두 높은 관직에 올랐다.
경제 초기에 정위를 지낸 인물로 구가 있는데, 안사고(顔師古)는 장구와 동일인물이라고 주장하였다.

## 출전
- 사마천, 《사기》 권103 만석군장숙열전(萬石張叔列傳)
- 반고, 《한서》 권19하 백관공경표(百官公卿表) 下